# نور هاچن
نور هاچن (به ارمنی: Նոր Հաճըն) یک شهر در ارمنستان است که در استان کوتایک واقع شده‌است.  در  کیلومتری شمال هرازدان، مرکز استان کوتایک واقع شده است.

## ریشه‌شناسی
این شهر نور آچین هم نامیده می‌شود. نور هاچن در سال ۱۹۵۳ بنیاد شده‌است.

## جغرافیا و آب و هوا
این شهر در نزدیکی دره آرزنی و کانال آرزنی شامیران ساخته شده. نور هاچن ۲٫۳ کیلومتر مربع مساحت و ۹٬۳۰۷ نفر جمعیت دارد و ۱٬۹۲۰ متر بالاتر از سطح دریا واقع شده‌است.  در  کیلومتری شمال گیومری، مرکز استان کوتایک واقع شده است.  در  کیلومتری شمال 	هرازدان، مرکز استان کوتایک واقع شده است.

## جمعیت‌شناسی
| سال   | ۱۹۵۹ | ۱۹۷۵ | ۱۹۸۹  | ۱۹۹۱  | ۲۰۰۱  | ۲۰۰۴  | ۲۰۱۵ |
| جمعیت | ۱۴۰۶ | ۵۶۷۱ | ۱۱۰۹۱ | ۱۱۳۰۰ | ۱۰۱۶۸ | ۱۰۱۰۰ | ۹۴۰۰ |

## اقتصاد
در نور هاچن یک کارخانه الماس وجود دارد.

## نگارخانه

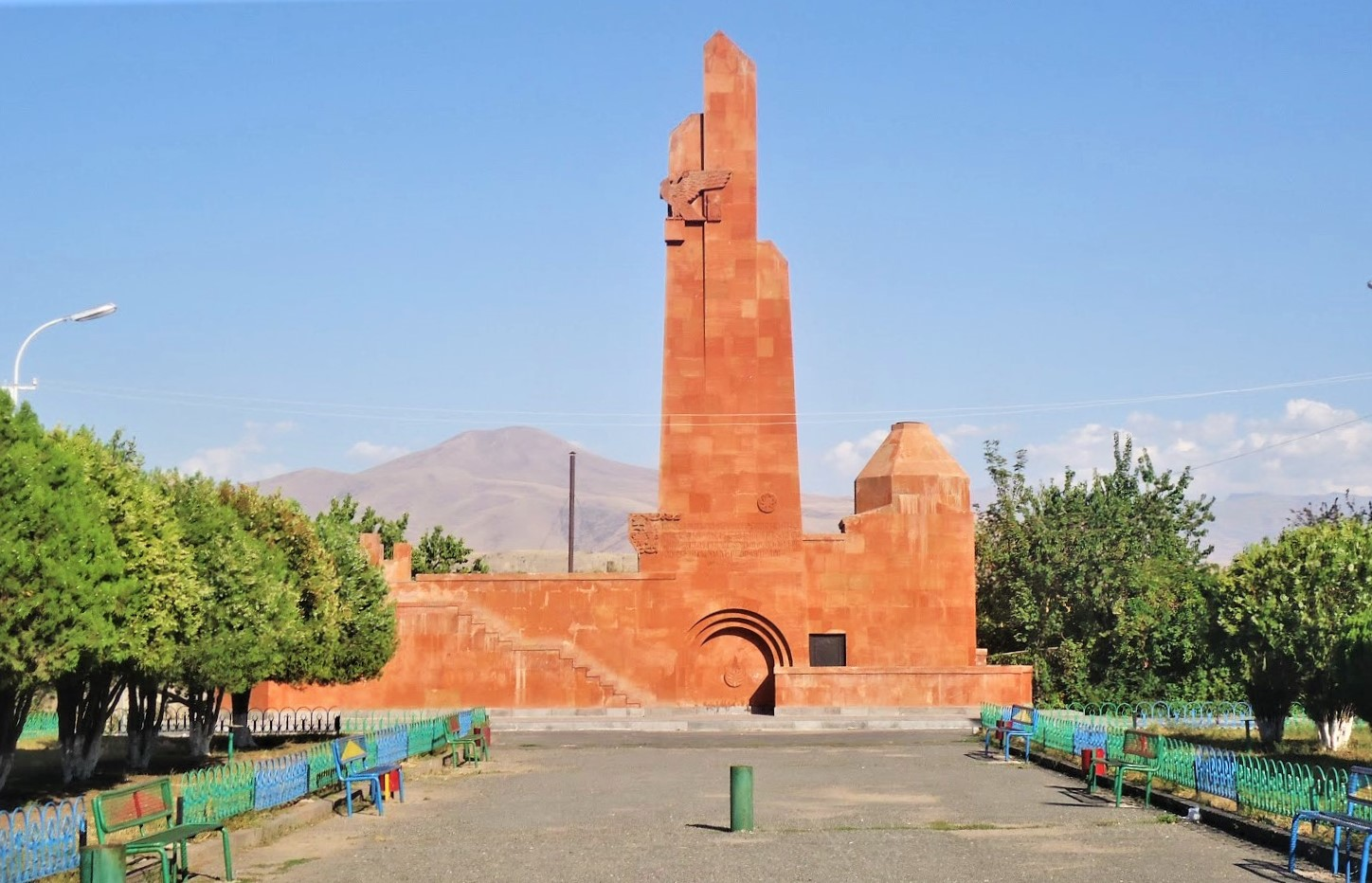
بنای یادبود برای Haçin ساکن در نور هاجن، در سال ۱۹۷۳ بنا شده
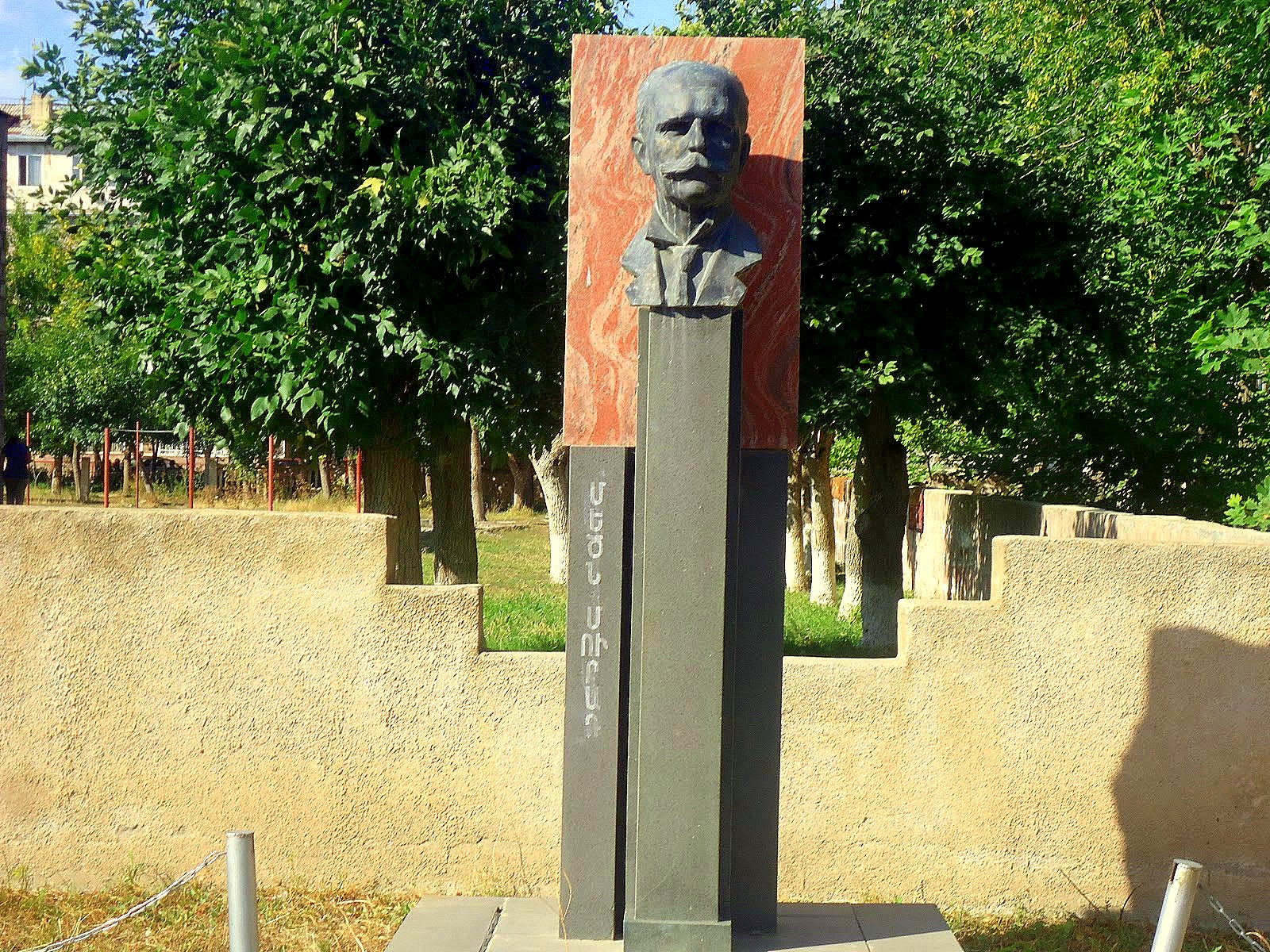
مجسمه مِدزن موراد